# Suriname Conservation Foundation
De Suriname Conservation Foundation (of SCF) is een Surinaamse natuurbeschermingsorganisatie.
Suriname is een land waar de biodiversiteit onder grote druk staat onder meer door de bosbouw en goudmijnen. Ter bescherming van de biodiversiteit heeft het CIS (Conservation International Suriname) in samenwerking met de Surinaamse regering in het jaar 2000 het SCF opgericht.
Om dit doel te halen richt het SCF zich onder meer op het beheer van natuurreservaten, natuurbehoud buiten reservaten, duurzaamheidsprojecten, observatie, training,  onderzoek, NME.
Het SCF is gevestigd in Paramaribo. Voorzitter van het bestuur is Willem A. Udenhout.